# Actinidia lanceolata
Actinidia lanceolata är en tvåhjärtbladig växtart som beskrevs av Stephen Troyte Dunn. Actinidia lanceolata ingår i släktet aktinidiasläktet, och familjen Actinidiaceae. Inga underarter finns listade i Catalogue of Life.